# Rajon Kremikovtsi
Rajon Kremikovtsi (bulgariska: Район Кремиковци) är ett distrikt i Bulgarien.   Det ligger i kommunen Stolitjna Obsjtina och regionen Sofija-grad, i den västra delen av landet, 20 km nordost om huvudstaden Sofia. I distriktet ligger orterna Buchovo, Gorni Bogrov, Dolni Bogrov, Zjeljava och Jana.
Runt Rajon Kremikovtsi är det i huvudsak tätbebyggt. Runt Rajon Kremikovtsi är det tätbefolkat, med 849 invånare per kvadratkilometer.